# Museo Albino Luciani
Il Museo Albino Luciani - "MUSAL" espone una raccolta di documenti, fotografie e oggetti personali riguardanti la vita e la formazione di papa Giovanni Paolo I a Canale d'Agordo, suo paese natale in provincia di Belluno. Al suo interno si trova inoltre una sezione dedicata alla storia della Valle del Biois.

## Storia
Appena dopo l'elezione di papa Luciani, avvenuta il 26 agosto 1978, si era costituito un comitato per erigere un museo a lui dedicato, ma senza un edificio disponibile. Per più di trent'anni fu allestita una mostra-museo provvisoria nella casa canonica fino a che, nel 2006, l'amministrazione comunale, guidata dal sindaco Flavio Colcergnan, volle dare una sede consona e fruibile per tutto l'anno (a differenza della mostra che era aperta solo per due mesi all'anno); si pensò così al vecchio palazzo a fianco della chiesa, che fino al 1982 aveva ospitato la sede municipale.. Dopo dieci anni di progetti e delicati lunghi lavori di restauro, il 26 agosto 2016 il nuovo museo biografico su papa Luciani fu inaugurato alla presenza del cardinale segretario di Stato Pietro Parolin, del vescovo di Belluno-Feltre Renato Marangoni e del vescovo emerito Giuseppe Andrich.

### Edificio

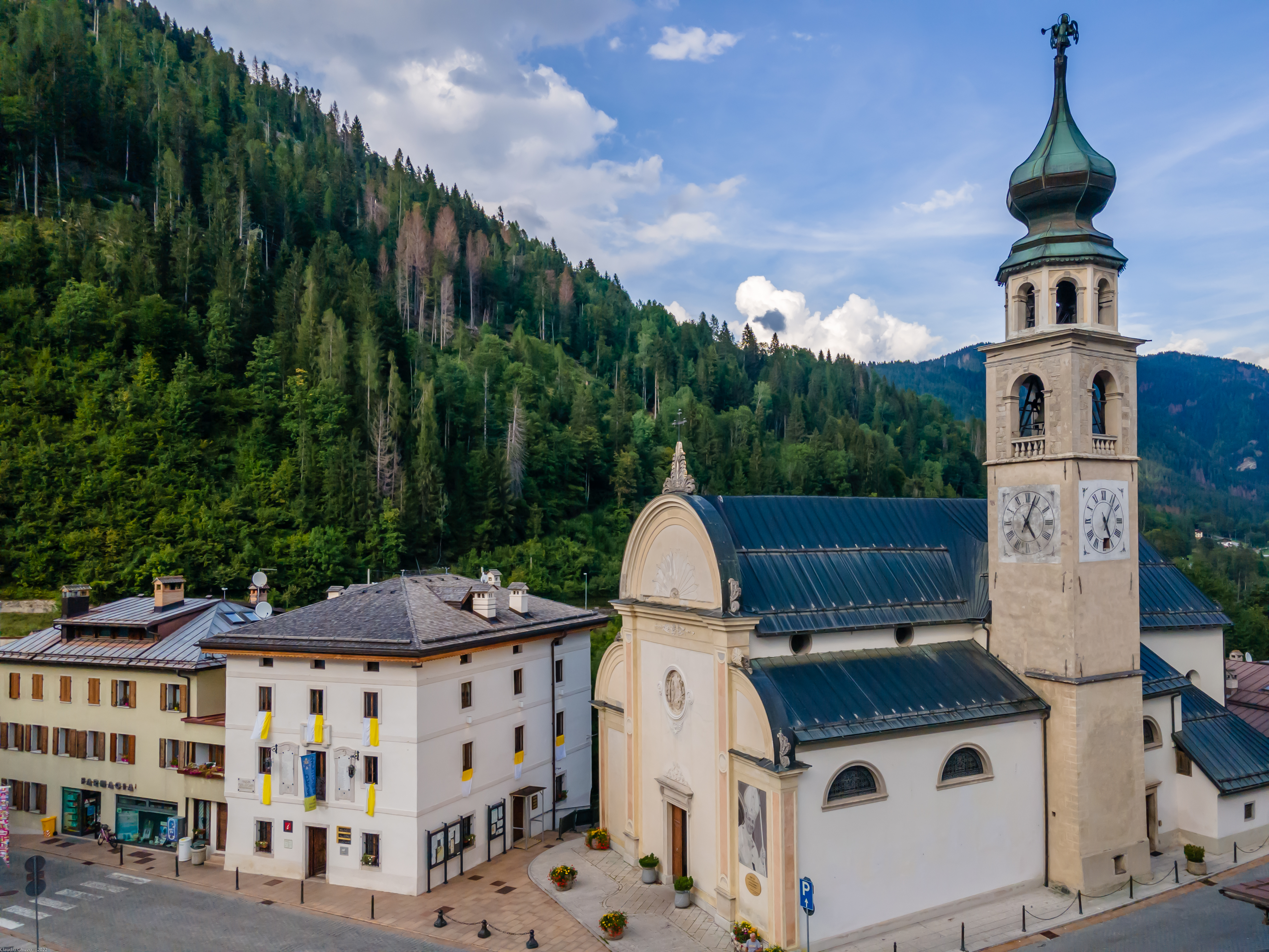
Il Museo e la Chiesa della Pieve di San Giovanni Battista

Il palazzo risalente al quattrocento ospitava in origine un ospizio per viandanti, gestito dalla Confraternita della Beata Vergine dei Battuti della pieve di Canale d'Agordo. Successivamente fu sede della Regola di Canale fino al 1806, quando venne destituita con la costituzione dei comuni voluta da Napoleone: di conseguenza l'edificio diventò di proprietà comunale. Successivamente divenne sede municipale del paese con l'annessione dell'Agordino al Regno d'Italia.
Dell'antico ospizio per i viandanti e della Regola è rimasto un affresco raffigurante il Cristo risorto dal sepolcro. Fino al 2003 l'edificio ha ospitato l'ufficio postale poi trasferito in altra locazione, e dal 1868 al 1921 erano ospitatoti al secondo piano l'asilo parrocchiale (il primo nato in provincia) e la scuola elementare.
Sulla facciata esterna del palazzo si trovano due grandi lapidi con i nomi dei caduti di Canale della prima guerra mondiale, con annesse lanterne a perpetua memoria, e una terza lapide orizzontale con la data del 18 novembre 1935 ed il testo riguardante l'applicazione delle Sanzioni economiche all'Italia fascista ad opera della Società delle Nazioni allo scoppio della Guerra d'Etiopia.

## Museo

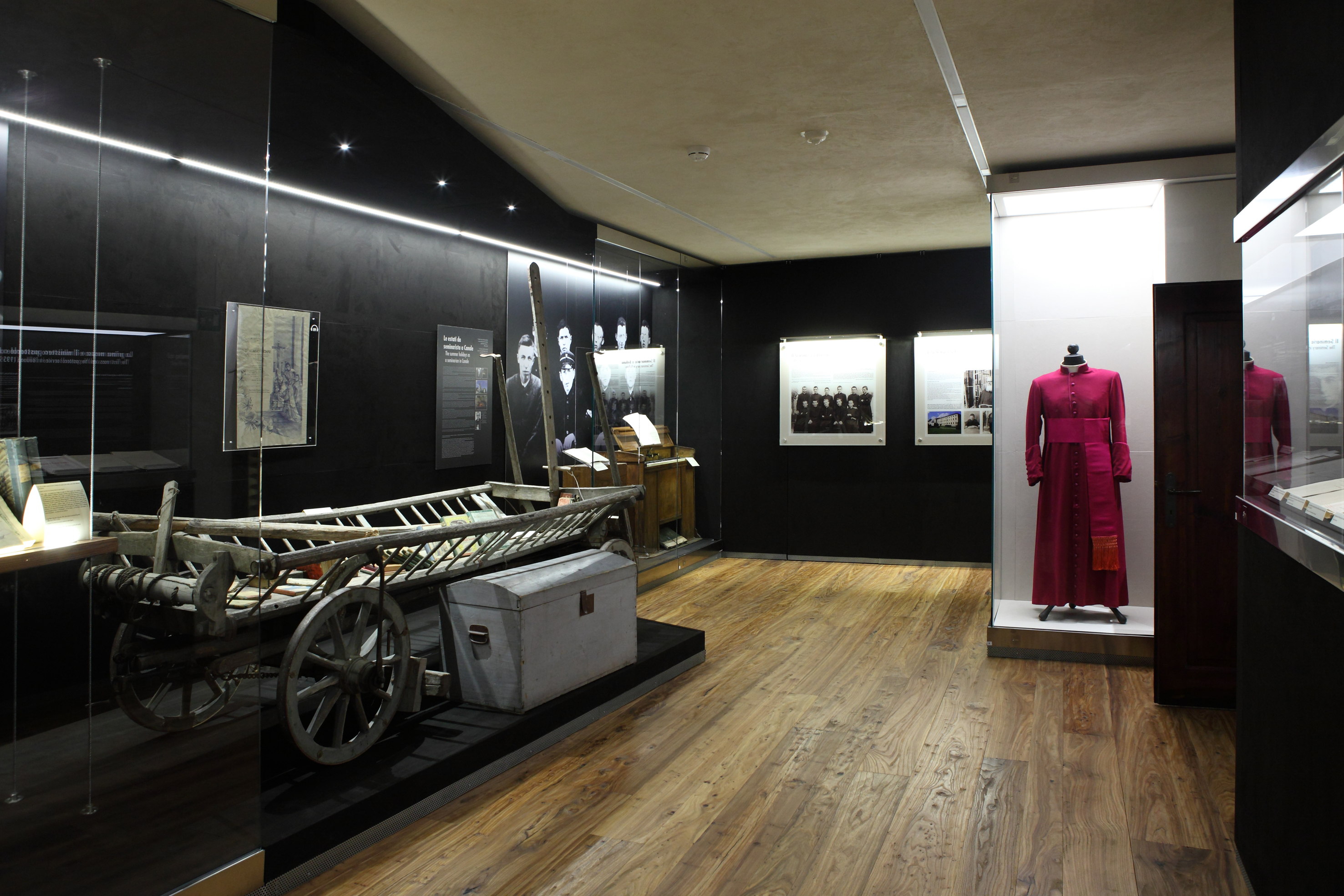
Interno del Museo Albino Luciani

### Piano terra
Entrando si trovano due stanze, la prima con l'ufficio turistico e la biglietteria, la seconda invece sede di mostre temporanee.

### Seminterrato
È suddiviso in due stanze che illustrano la storia e il tessuto culturale della gente nella Valle del Biois, esponendo anche la vita di altre importanti personalità. Nella prima stanza viene raccontata la storia della Pieve di Canale (il centro principale della vallata). La seconda stanza è invece dedicata ai celebri personaggi che nel tempo si sono contraddistinti in campo culturale, artistico e religioso.

### Primo piano
A suddividere i tre ambienti del primo piano sono le vicende storiche di Canale d'Agordo e la vita di Albino Luciani nel suo paese natale, dall'infanzia fino alla sua ordinazione presbiterale. Nella prima viene illustrata l'opera pastorale degli arcipreti don Antonio Della Lucia e don Filippo Carli, due punti di riferimento per il futuro papa, nella seconda la fanciullezza del giovane Albino e nella terza stanza il periodo degli studi (prima al seminario minore interdiocesano di Feltre, poi al seminario maggiore interdiocesano di Belluno) fino all'ordinazione e agli anni di sacerdozio nel bellunese.

### Secondo piano
Nel primo ambiente vengono ricordati gli undici anni di episcopato nella diocesi di Vittorio Veneto, con l'esperienza del Concilio Vaticano II e i nove anni trascorsi da Luciani a Venezia come patriarca, con la nomina a cardinale avvenuta nel 1973. In un piccolo locale è ospitata la ricostruzione ambientale del conclave del 1978 che lo vide salire al soglio di Pietro. Nell'ultima stanza rivive invece il pontificato di Giovanni Paolo I, con tutti i suoi momenti più toccanti, e vengono riportate delle testimonianze particolari di devozione di fedeli tra cui anche la visita apostolica di Giovanni Paolo II nel 1979.

### Sottotetto-Soffitta
Sono in fase di apertura una biblioteca e un centro studi sulla figura di papa Luciani. Vi sono custoditi libri antichi, pubblicazioni che raccontano la figura del pontefice e altri documenti di rilevanza storica.